# Ернст Любіч
Ернст Любич (нім. Ernst Lubitsch; 29 січня 1892, Берлін — 30 листопада 1947, Лос-Анджелес) — німецький та американський кінорежисер, актор, сценарист, продюсер.

## Біографія та творчість
Народився 29 січня 1892 в Берліні в сім'ї успішного фабриканта одягу Симона (Сімхи) Любича та його дружини Анні Лінденштадт. У 1899—1902 роках відвідував початкову школу, потім гімназію. 1908 року почав навчання у текстильній крамниці на Кенігштрассе після чого працював бухгалтером в конторі свого батька. Познайомився з актором Віктором Арнольдом і став його учнем. Відбулися перші виступи в кабаре. В 1911—1913 роках Любич грав в театрі Райнгардта. 1913 року дебютував в кіно як актор, граючи невеликі ролі в короткометражних комедіях («Гордість фірми», «Фірма одружується», 1914), і незабаром набув значної популярності як виконавець ролі незграбного єврея, на ім'я Мейєр в цілій серії «комедії ляпасів». 1915 року зайнявся режисурою, продовжуючи зніматись, а починаючи з 1919 року повністю полишив акторську кар'єру, віддавши перевагу режисерській роботі. 1918 року почалася його співпраця з Полою Неґрі і Емілем Яннінгсом. До 1922 року зняв ряд фільмів, які мали великий успіх у глядача: «Мадам Дюбаррі», «Принцеса устриць», «Дружина фараона» і «Полум'я».
У грудні 1922 року разом з Полою Неґрі поїхав до Голлівуду, де поставив фільм «Розіта» з Мері Пікфорд. Фільм не був успішним, після чого Любич уникав роботи з відомими зірками кіно, віддаючи перевагу маловідомим, що легко піддавалися режисерському впливу.
Перший успіх у США Любичу приніс фільм «Шлюбне коло», комедія про холостяка-бонвівана, що виявився залученим у два шлюби одночасно. Після гучного успіху цієї стрічки у публіки, Любич створює за його зразком в другій половині 20-х років цілу низку салонових комедій: «Три жінки» (1924), «Заборонений рай» (1924) та ін., що затвердило його репутацію режисера в Голлівуді.
З появою звуку в кіно Любич стає одним з перших американських режисерів, що зуміли знайти справжню кінематографічну форму для перенесення на екран ряду бродвейських музичних комедій і створює серію кінооперет («Любовний парад», 1929; «Монте-Карло», 1930; «Весела вдова», 1934), в більшості з яких співали Моріс Шевальє і Джанет Мак-Доналд.
За більш ніж 30 років роботи в німецькому й американському кінематографі Любич поставив понад 50 стрічок. 1946 року він був удостоєний спеціального «Оскара» за вклад в кінематограф.
Любич помер 30 листопада 1947 в Голлівуді від інфаркту на зніманні фільму «Ця леді в горностаєві» (стрічку завершив Отто Преміґер).

## Фільмографія
| Рік  | Назва українською                               | Оригінальна назва                  |  |
| ---- | ----------------------------------------------- | ---------------------------------- |  |
| 1915 | Цукор і кориця                                  | Zucker und Zimt                    |  |
| 1915 | Фрейлейн — Мильна піна                          | Fräulein Seifenschaum              |  |
| 1915 | Його єдиний пацієнт                             | Sein einziger Patient              |  |
| 1915 | Крафтмайєр                                      | Kraftmeyer                         |  |
| 1915 | Останній костюм                                 | Der letzte Anzug                   |  |
| 1915 | Сліпа корова                                    | Blindekuh                          |  |
| 1916 | Коли я був мертвим                              | Als ich tot war                    |  |
| 1916 | Взуттєвий салон «Пінкус»                        | Schuhpalas Pinkus                  |  |
| 1916 | Смешанный женский хор                           | Der gemischte Frauenchor           |  |
| 1916 | Прекрасний подарунок                            | Das schönste Geschenk              |  |
| 1916 | Товариство з обмеженою відповідальністю — тенор | Der G.m.b.H — Tenor                |  |
| 1916 | Новий ніс                                       | Die neue Nase                      |  |
| 1917 | Король Голландер                                | Käsekönig Holländer                |  |
| 1917 | Король блуз                                     | Der Blusenkönig                    |  |
| 1917 | Щоденник Оссі                                   | Ossi's Tagebuch                    |  |
| 1917 | Якщо четверо зроблять одне і те ж               | Wenn vier dasselbe tun             |  |
| 1917 | Весела в'язниця                                 | Das fidele Gefängnis               |  |
| 1917 | Принц Самі                                      | Prinz Sami                         |  |
| 1918 | Дівчина з балету                                | Das Mäedel vom Ballet              |  |
| 1918 | Не хочу бути чоловіком                          | Ich möchte kdn Mann sein           |  |
| 1918 | Історія з горщиком троянд                       | Der Fall Rosentopf                 |  |
| 1918 | Очі мумії Ма                                    | Die Augender Mumie Ma              |  |
| 1918 | Кармен                                          | Carmen                             |  |
| 1918 | Мейєр з Берліна                                 | Meyer aus Berlin                   |  |
| 1919 | Моя дружина, кіноакторка                        | Meine Frau, die Filmschauspielerin |  |
| 1919 | Принцеса устриць                                | Die Austernprinzessin              |  |
| 1919 | Сп'яніння                                       | Rausch                             |  |
| 1919 | Мадам Дюбаррі                                   | Madame Dubarry                     |  |
| 1919 | Лялька                                          | Puppe                              |  |
| 1920 | Доньки Колхізела                                | Kohlhiesels Töchter                |  |
| 1920 | Ромео та Джулія в снігах                        | Romeo und Julia im Schnee          |  |
| 1920 | Сумурун                                         | Sumurun                            |  |
| 1920 | Анна Болейн                                     | Anna Boleyn                        |  |
| 1921 | Гірська кішка                                   | Die Bergkatze                      |  |
| 1921 | Дружина фараона                                 | Das Weibdes Pharao                 |  |
| 1923 | Полум'я                                         | Die Flamme                         |  |

| Рік  | Назва українською                    | Оригінальна назва                    |  |
| ---- | ------------------------------------ | ------------------------------------ |  |
| 1923 | Розіта                               | Rosita                               |  |
| 1924 | Шлюбне коло                          | The Marriage Circle                  |  |
| 1924 | Три жінки                            | Three Women                          |  |
| 1924 | Заборонений рай                      | Forbidden Paradise                   |  |
| 1925 | Цілуй мене знову                     | Kiss Me Again                        |  |
| 1925 | Віяло леді Віндермеєр                | Lady Windermere's Fan                |  |
| 1926 | Це Париж                             | So This Is Paris                     |  |
| 1927 | Принц-студент у Старому Гейдельберзі | The Student-Prince in Old Heidelberg |  |
| 1928 | Патріот                              | The Patriot                          |  |
| 1929 | Вічне кохання                        | Eternal Eove                         |  |
| 1929 | Парад кохання                        | The Love Parade                      |  |
| 1930 | Монте-Карло                          | Monte Carlo                          |  |
| 1930 | Парамаунт на параді                  | Paramount on Parade                  |  |
| 1931 | Усміхнений лейтенант                 | The Smiling Lieutenant               |  |
| 1931 | Людина, що прогнала свою совість     | Der Mann, der sein Gewissentrieb     |  |
| 1932 | Неприємності у раю                   | Trouble in Paradise                  |  |
| 1932 | Якби у мене був мільйон              | If I Had Million                     |  |
| 1932 | Одна година з тобою                  | One Hour with You                    |  |
| 1933 | План життя                           | Design for Living                    |  |
| 1934 | Весела вдова                         | The Merry Widow                      |  |
| 1937 | Ангел                                | Angel                                |  |
| 1938 | Восьма дружина Синьої Бороди         | Bluebeard's Eighth Wife              |  |
| 1939 | Ніночка                              | Ninotchka                            |  |
| 1940 | Крамниця за рогом                    | The Shop around the Corner           |  |
| 1941 | Це невизначене почуття               | That Uncertain Feeling               |  |
| 1942 | Бути чи не бути                      | То Be or Not to Be                   |  |
| 1942 | Небеса можуть почекати               | Heaven Can Wait                      |  |
| 1946 | Клуні Браун                          | Cluny Brown                          |  |
| 1948 | Ця леді в горностаї                  | That Lady in Ermine                  |  |

## Факти
- З 1957 року щорічно присуджують премію, названу на честь Ернста Любича.